# Hogna patens
Hogna patens är en spindelart som beskrevs av Roewer 1959. Hogna patens ingår i släktet Hogna och familjen vargspindlar.
Artens utbredningsområde är Zimbabwe. Inga underarter finns listade i Catalogue of Life.